# 千束ダム
千束ダム（せんぞくダム）は、富山県南砺市の一級河川庄川水系利賀川の多目的ダムである。

## 概要
1963年8月12日に大網が発表された富山県利賀川総合開発計画の一環として1973年11月2日に完成、湛水。
発電は関西電力により利賀第二発電所により実施されている。第二発電所は1973年12月8日に発電を開始している。